# پیتر بویل (تدوین‌گر)
پیتر بویل (انگلیسی: Peter Boyle؛ زادهٔ ۲۷ مهٔ ۱۹۴۶) تدوین‌گر اهل انگلستان است.

## فیلم‌شناسی
| - ۱۹۸۰ - McVicar - ۱۹۸۱ - Inseminoid - ۱۹۸۲ - G'olé! - ۱۹۸۲ - Countryman - ۱۹۸۲ - Witness for the Prosecution (تلویزیون) - ۱۹۸۳ - Fanny Hill - ۱۹۸۴ - لبه تیغ - ۱۹۸۵ - Morons from Outer Space - ۱۹۸۶ - Whoops Apocalypse - ۱۹۸۶ - آقای وقت‌شناس - ۱۹۸۷ - نیایش برای مرگ - ۱۹۸۸ - هیولا (فیلم ۲۰۰۸) - ۱۹۸۹ - Queen of Hearts - ۱۹۹۰ - Tune in Tomorrow... - ۱۹۹۱ - رابین هود: شاهزادهٔ دزدان - ۱۹۹۲ - به سوی غرب - ۱۹۹۳ - سامرزبای - ۱۹۹۴ - Rapa Nui | - ۱۹۹۵ - دنیای آب - ۱۹۹۶ - شب دوازدهم - ۱۹۹۷ - پستچی - ۱۹۹۸ - Still Crazy - ۱۹۹۹ - Accelerator - ۲۰۰۰ - قلم‌پرها - ۲۰۰۲ - ساعت‌ها - ۲۰۰۴ - Twisted - ۲۰۰۵ - Derailed - ۲۰۰۶ - تریستان و ایزولد - ۲۰۰۷ - Flawless - ۲۰۰۷ - ۱۴۰۸ - ۲۰۱۰ - شانگهای - ۲۰۱۱ - موجود - ۲۰۱۲ - I, Anna - ۲۰۱۴ - The Forger - ۲۰۱۴ - السا و فرد |